# 10,000 Kids and a Cop
10,000 Kids and a Cop este un film de scurt metraj american din 1948 regizat de Charles Barton. În rolurile principale joacă Bud Abbott și Lou Costello.